# Salvatore Matarrese

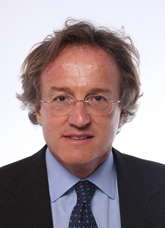
Salvatore Matarrese

Salvatore Matarrese (* 30. April 1962 in Bari) ist ein italienischer Politiker der Scelta Civica.

## Leben
Als Nachfolger von Renato Balduzzi ist er seit 11. Juli 2015 Präsident der Partei Scelta Civica. Seit 2013 ist er Abgeordneter in der Camera dei deputati.